# Các tông phái Phật giáo
Đạo Phật có một lịch sử phát triển rất thăng trầm trong suốt hơn 2.500 năm; lan tỏa từ Ấn Độ ra khắp nơi trên thế giới. Do đó, việc hình thành các bộ phái khác nhau, có phương pháp tu học và cách giải thích khác nhau về giáo lý cho thích hợp với tình hình của mỗi xã hội, mỗi thời điểm là chuyện tất yếu. Tuy vậy, bản thân giáo lý Phật giáo không hề có sự phân chia tông phái này.
Sự phân chia thành bộ phái rõ nét đã bắt đầu xảy ra vào thời kỳ kết tập kinh điển lần thứ II (tức là khoảng 100 năm sau khi Tất-đạt-đa Cồ-đàm qua đời). Lần phân chia đầu tiên này là do sự bất đồng về yêu cầu thay đổi 10 điều giới luật. Các điều này tuy không phải là những thay đổi lớn lao nhưng đủ để gây ra sự tách biệt tăng đoàn thành Đại chúng bộ (Mahāsāṃghika) mà đa số là các Tì-kheo trẻ muốn thay đổi. Số còn lại giữ nguyên các giới luật nguyên thủy hình thành Trưởng lão bộ (Sthaviravāda). Các cuộc phân phái về sau trở nên phức tạp và đa dạng hơn.

## Sự phân phái ở Ấn Độ

### Các phái bộ trong Đại chúng bộ
Đại chúng bộ có trung tâm hoạt động tại Amgotara, thuộc vùng Trung Ấn. Đại chúng bộ vốn có hệ tư tưởng cấp tiến nên đã xảy ra việc phân hóa trước. Các cuộc phân hóa này đều tách ra từ Đại chúng bộ và hình thành tổng cộng 9 bộ phái, trong đó quan trọng về mặt lý luận bao gồm:
- Nhất Thuyết bộ (Ekavyavahàrikah) cho rằng mọi sự vật, hiện tương đều là giả không có thực tính.
- Thuyết Xuất Thế bộ, hay Chế Đa Sơn bộ (Lokuttaravàdinàh), quan niệm sự vật, hiện tượng là do vọng tưởng mà ra, từ đó sinh phiền não, phiền não tạo nghiệp, do nghiệp mới có quả báo. Do đó, các sự vật, hiện tượng đều là hư vọng. Bộ phái này thừa nhận các sự vật, hiện tượng là thật có.
- Kê Dận bộ (Kankkutikàh) cho rằng Kinh tạng và Luật tạng là giáo lý do Đức Phật thuyết tùy căn cơ và hoàn cảnh, chỉ có Luận tạng mới là giáo lý chân thật vì nó giải thích ý nghĩa của Kinh và Luật.
- Đa Văn bộ (Bàhusrutiyàh), do Yajnavalkya cổ xúy, cho rằng chỉ có ngũ uẩn (vô thường, khổ, không, vô ngã và Niết Bàn) và Bát chánh đạo mới là pháp xuất thế; những lời dạy khác của Thích Ca là thế gian pháp.
- Thuyết giả bộ (Prajnàptivadinàh), do Mahakatyayana chủ xướng, phân biệt giáo lý thành nhiều cấp độ: giả lập, chân thật, có ý nghĩa tương đối, ý nghĩa tuyệt đối; các sự vật, hiện tượng và xuất thế gian đều có một phần là giả thuyết.

Các bộ phái khác là Chế Đa Sơn bộ (Caityasailàh), Tây Sơn trú bộ (Aparasailàh) và Bắc Sơn trú bộ (Uttarasailàh).

### Các phái bộ trong Trưởng lão bộ
Sự thay đổi về điều kiện xã hội và địa lý và sự phân hóa trong Đại chúng bộ có thể là nguyên nhân gây ra sự chia phái của Trưởng lão bộ thành tổng cộng hơn 10 bộ. Các phái có sự chuyển hóa về lý luận bao gồm:
- Nhất thiết hữu bộ (Saivàstivàdàh), hay Thuyết nhất thiết hữu bộ, Thuyết nhân bộ (Hetuvàdàh), đề cao Luận tạng và cho rằng tất cả các pháp đều là thực hữu. Sarva là tất cả (nhất thiết), asti là hữu, vādah là thuyết
Từ khi phân phái Thượng tọa bộ yếu thế hơn, chuyển căn cứ đến Kashmir (Tuyết Sơn) đổi tên thành Tuyết Sơn bộ (Haimavàtàh).
- Độc Tử bộ (Vatsipatriyàli) tách ra từ Nhất Thiết Hữu bộ. Bộ này vẫn đề cao Luận tạng, nhưng điểm khác biệt là chỉ dựa vào Pháp uẩn túc luận (tương truyền do ngài Xá-lợi-phất (Sariputra) soạn).
Sau đó, Độc Tử bộ phân hóa và thành bốn bộ phái là Pháp Thượng bộ (Dharmottariyàh), Hiền Trú bộ (Dhadrayàniyàh), Chánh lượng bộ (Sammitiyàh) và Mật Lâm Sơn bộ (Sandagirikàh).
- Hóa Địa bộ (Mahìsarakàh), hình thành từ Nhất Thiết Hữu bộ, sau khi Phật nhập tịch khoảng 300 năm, và do sư Hóa Địa, nguyên là một bà-la-môn thông thạo Vệ Đà, chủ xướng. Ông thường vận dụng hiểu biết của mình để giảng giải kinh Phật.
- Pháp Tạng bộ (Dharmaguptakàh), do Pháp Tạng chủ xướng. Pháp Tạng (Dharmagupta) là đệ tử của Tôn giả Mục-kiền-liên (Moggallàna). Pháp Tạng đã kết tập những lời giảng của thầy và lập thành bộ phái mới, tách ra từ Hóa Địa bộ, chia giáo lý thành năm tạng là Kinh, Luật, Luận, Chú và Bồ tát tạng.
- Ẩm Quang bộ (Kàsyapiyàh), do sư Ẩm Quang (Kàsyapa) tách ra từ Nhất Thiết Hữu bộ, cho rằng những lời Phật dạy gồm hai dạng: một nhằm đối trị phiền não, và còn lại là để chỉ ra những bất ổn của các học thuyết ngoại đạo.

Ngoài ra, lần phân hóa cuối cùng của Nhất Thiết Hữu bộ cũng tạo ra Kinh lượng bộ (Sautràntikàh), hay còn gọi là Thuyết Chuyển bộ (Samkràntivàdàh), xem Kinh tạng mới là giáo lý quan trọng nhất.

## Các nguyên do dẫn đến sự phân phái
- Từ thời Tất-đạt-đa Cồ-đàm còn sống, ông đã dùng rất nhiều biện pháp, cách thức và công cụ khác nhau để tùy theo trình độ, khả năng liễu đạo và tùy theo hoàn cảnh của đối tượng để truyền giảng.
- Ngôn ngữ chỉ là phương tiện được mượn để Tất-đạt-đa Cồ-đàm chỉ rõ chân lý cho người nghe. Chính vì sự linh hoạt, mềm dẻo và phong phú trong Phật giáo đã dẫn đến nhiều lý giải khác nhau về các lời truyền giảng.
- Phật giáo đã tồn tại trong thời gian rất dài và lan tỏa ra nhiều địa bàn khác nhau. Các đặc điểm của tôn giáo này sẽ chuyển vận để thích nghi môi trường và phù hợp với phong tục tập quán của từng con người, từng cộng đồng khác nhau trong xã hội cũng như các nền văn minh riêng biệt.
- Cốt tủy của đạo Phật không phải là các hình thức cứng nhắc của lễ đạo hay các lời sấm giảng mà là các phương pháp thực hành đôi khi dị biệt để dẫn dắt hành giả chứng ngộ được chân lý tối thượng. Sự hiện hữu của sự phân hóa về cách tu học, lý giải và chứng đạo cũng là một phản ánh thực tế đặc điểm của đạo Phật. Sự khác biệt này không chỉ tìm thấy được qua số lượng (lên đến vài trăm) các bộ phái trong Phật giáo mà còn có thể thấy được qua các hình thức bề ngoài chẳng hạn như là các kiến trúc, tác văn và các tượng Phật ở từng nơi, từng thời kỳ.
- Ngoài ra, khi số lượng người trong tăng đoàn thực sự đủ lớn thì việc khác biệt nhau về quan điểm hầu như là thực tế tất yếu. Các quan điểm khác nhau về giới luật hay hình thức tu học dù chỉ là những điểm nhỏ cũng là một nguyên nhân đủ để tạo ra các cuộc phân phái. Những cuộc phân phái xảy ra thời vua Asoka phần lớn là vì sự sai biệt về giáo luật dù chỉ là các điểm nhỏ nhặt.
- Ngay trong thời kì đầu của giáo hội, việc chuyên biệt hóa đã xảy ra cho từng nhóm tu học. Mỗi nhóm chuyên biệt có thể giữ một trọng trách để ghi nhớ một bộ phận khác nhau của giáo lý. Những nhóm này thường chỉ nghiên cứu, học hỏi sâu trong các chuyên phần mà họ có trách nhiệm. Đây cũng là nguyên nhân đưa đến phân phái sau này.
- Trong mấy trăm năm đầu hình thành giáo hội, thì việc ghi chép lại giáo lý chưa được tiến hành. Giáo lý chỉ được truyền miệng và đọc tụng bằng trí nhớ và thiếu hệ thống ghi chép chặt chẽ. Kinh văn do từ các cá nhân nhớ, hiểu và đọc lại rất có thể nảy sinh các dị biệt.
- Trong toàn bộ giáo hội không phải lúc nào cũng hoàn toàn trong sạch, có nhiều thời kì vì lòng tham một số cá nhân đã tìm cách giành quyền lãnh đạo (dù rằng điều này hoàn toàn đi ngược với giáo lý) cũng là nguyên nhân gây chia rẽ và phân phái.

Dù rằng Phật giáo đã có nhiều phân nhóm, nhưng tựu trung đây vẫn là tôn giáo ít bạo động nhất. Chủ trương một cuộc sống hòa hợp với môi trường. Trong hơn 2.500 lịch sử, Phật giáo đã chứng minh rằng đây là một tôn giáo của hòa bình.

## Các trường phái chính ngày nay

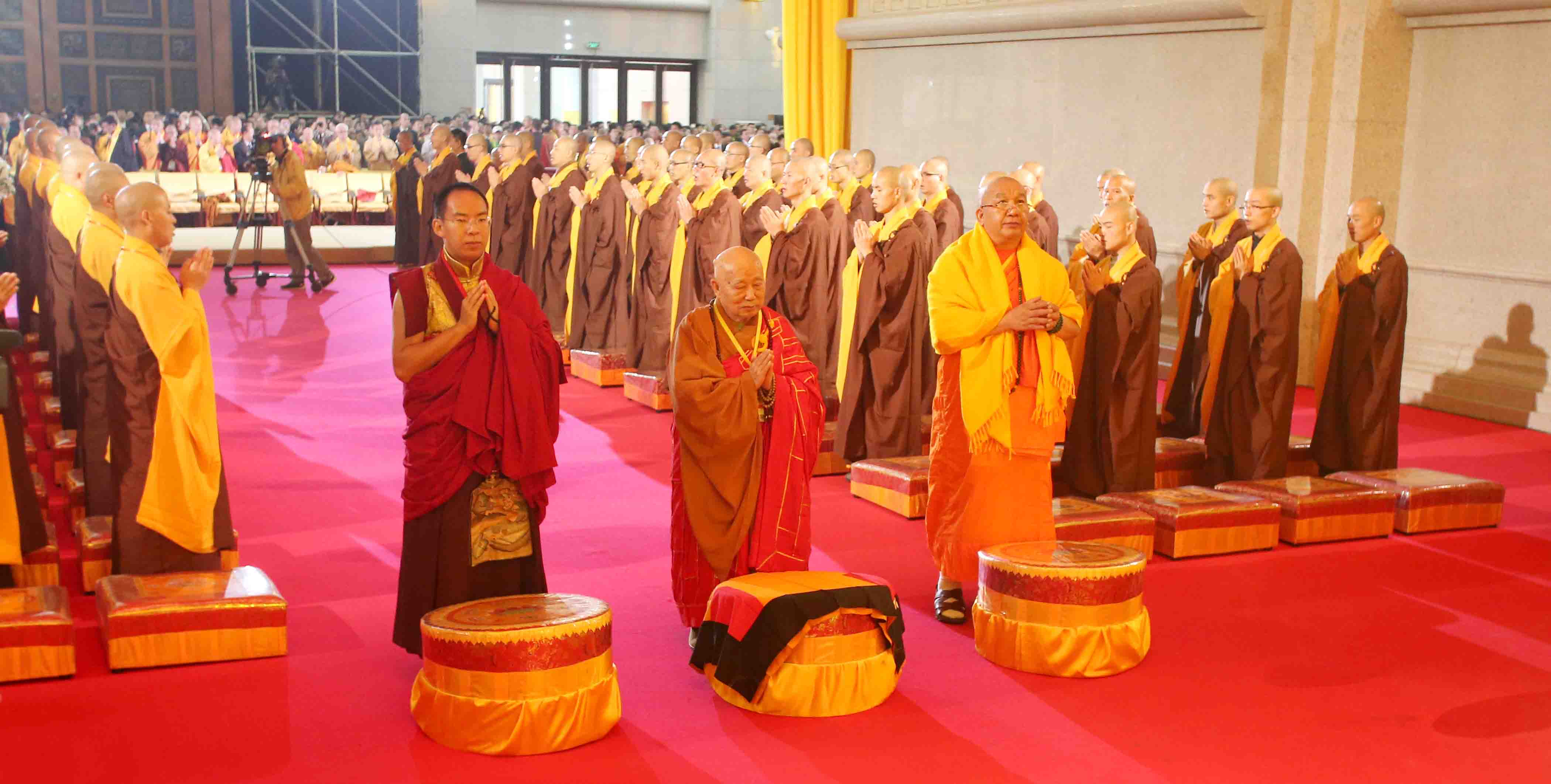
Đại diện cho ba truyền thống Phật giáo chính hiện đại tại Đại hội Liên hữu Phật giáo Thế giới (The World Fellowship of Buddhists) lần thứ 27, 2014.

### Theravāda
Theravāda là một nhánh hậu thân từ Sthaviravāda, một trong hai bộ phái đầu tiên hình thành ngay trong thế kỷ đầu tiên sau khi Tất-đạt-đa Cồ-đàm nhập diệt. Chữ Sthaviravāda có nghĩa là "Bộ phái kết tập kinh điển bởi các Bậc Trưởng lão" (theo kinh điển, lần kết tập Tam tạng này chỉ có sự tham gia của các bậc A-la-hán mà thôi, không có sự tham dự của các vị Tì-kheo phàm nhân), do đó nhiều sách còn gọi nhóm này là Trưởng lão bộ, hay còn gọi là Phái Bảo thủ, Phái Nguyên thủy, nghĩa là có chủ trương thống nhất là hoàn toàn tôn trọng và bảo toàn tất cả những lời dạy ban đầu của Tất-đạt-đa Cồ-đàm, không thêm và cũng không bớt những gì mà ông đã thuyết giảng trong Tam tạng kinh điển.
Trong kỳ Đại hội kết tập kinh điển Phật giáo lần thứ ba, hội đồng tham gia kết tập Tam tạng với Moggaliputta-Tissa đã khẳng định ưu thế của trường phái Vibhajyavāda (một nhánh phát triển từ Sthaviravāda). Sau đó, người con trai của A-dục vương là Mahinda đã xuất gia cùng với người em gái Sanghamittā, sau đó cả hai đã vâng lời ý nguyện của vua cha, đã cùng với một phái bộ hùng hậu đem tất cả Tam tạng kinh điển đến truyền bá ở vương quốc Sri Lanka. Vào thời kỳ đó, Phật giáo mang tư tưởng Vibhajyavāda đã nhận được sự ủng hộ nhiệt tình của vua và dân chúng nước này nên đã có thời kỳ hưng thịnh rực rỡ chưa từng thấy, hình thành bộ phái Tambapaṇṇiya bản địa Sri Lanka. Chính các tăng nhân Tambapaṇṇiya đã thực hiện việc thành lập bộ Tam tạng kinh điển bằng tiếng Pali, được bộ phái Theravada duy trì và sử dụng cho đến tận ngày nay.
- (Tiếng Pali còn gọi là tiếng Nam Phạn để phân biệt với tiếng Sanskrit Bắc Phạn là ngôn ngữ mà Tất-đạt-đa Cồ-đàm dùng để thuyết pháp giảng đạo).
- Các bộ kinh chính của Theravada là Trường Bộ kinh (Digha Nikaya), Trung Bộ kinh (Majjiima Nikàya), Tương ưng Bộ kinh (Samyutta Nikàya), Tăng chi Bộ kinh (Anguttara Nikàya), Tiểu Bộ kinh (Khudaka Nikàya).

Chính tại Sri Lanka là nơi bảo tồn được truyền thống của Theravada mặc dù đạo Phật tại đó là một kế thừa từ trung tâm Ấn Độ. Phật giáo ở Ấn Độ đã bị suy tàn và biến mất từ cuối thế kỷ 11 do việc lan tràn của Hồi giáo và Ấn Độ giáo.

### Mahayana

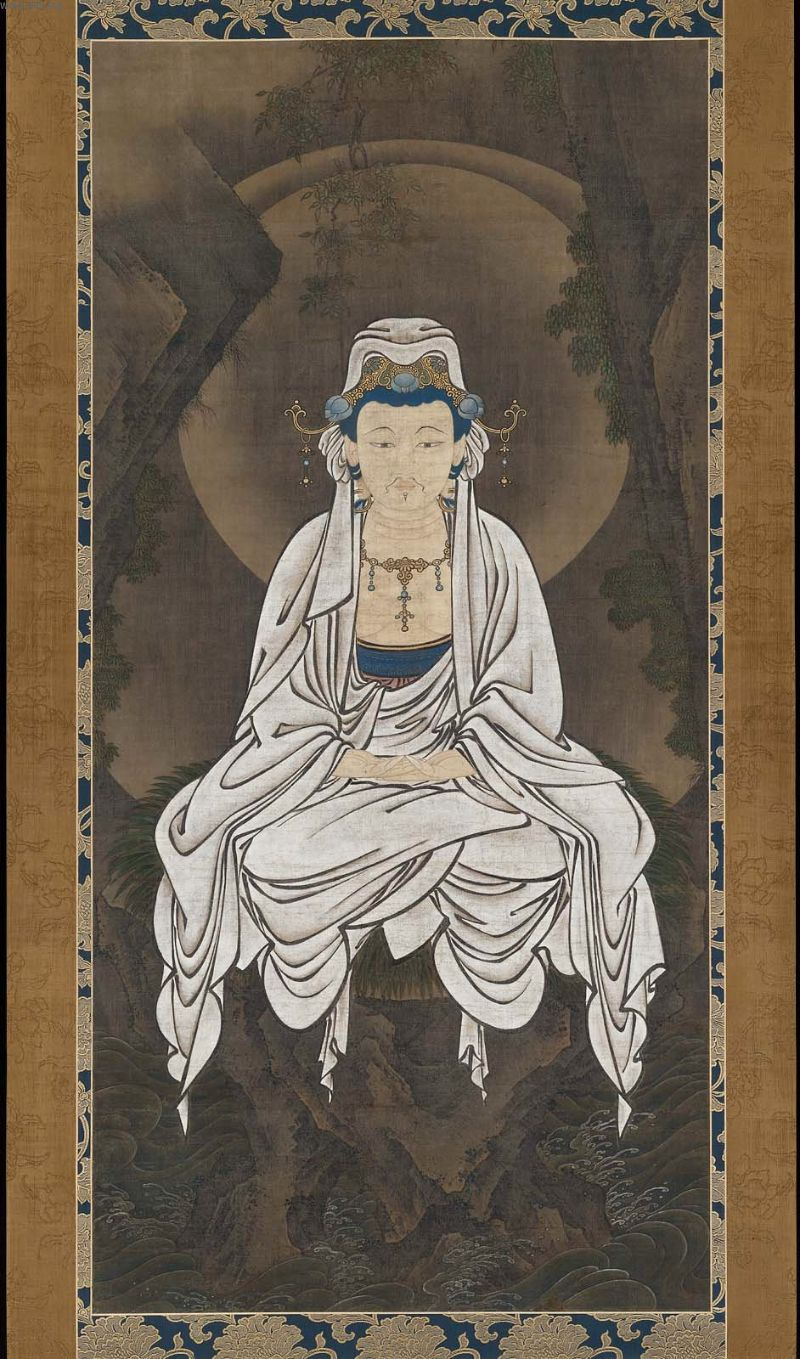
Quan Thế Âm Bồ Tát
Một hình ảnh tiêu biểu của tư tưởng Đại thừa ở các nước Đông Nam Á

Mahayana có tên gọi khác là Phật giáo Đại thừa hay Phật giáo Bắc tông. Từ thế kỉ thứ 1 TCN các tư tưởng Đại thừa đã bắt đầu xuất hiện và thuật ngữ Mahayana, hay Đại thừa, chỉ thực sự có khi nó được đề cập trong bộ kinh Diệu Pháp Liên Hoa (Saddharma pundarika sutra). Nói chung, ý tưởng Mahayana là có xu hướng rộng rãi và tự do hơn các phép tắc ràng buộc của Theravada.
Đến thế kỉ thứ 3 khái niệm Mahayana mới được xác định rõ ràng qua các trước tác của bồ tát Long Thọ (Nagarjuna) trong Trung Luận (hay Trung Quán Luận), chứng minh tính không của vạn vật. Các ý này đã được Long Thọ khai triển dựa trên khái niệm "Vô ngã" và "Duyên sinh" đã có từ trong các kinh điển Pali.
Vài đặc điểm chính của Mahyana bao gồm:
- Nhấn mạnh đặc điểm vị tha và giác ngộ để trở thành bồ tát hay thành phật mà độ cho chúng sinh thành phật. Từ bi và trí huệ trở thành hai điểm song song tồn tại và hỗ trợ nhau.
- Bồ tát đạo (Bodhisattva path): bao gồm việc thực hiện rốt ráo các đức tính bố thí, trì giới, nhẫn nhục, tinh tấn, thiền định và trí huệ.
- Nhiều hình ảnh phật ngoài Phật Thích Ca cũng đã được nêu lên và các vị phật này thị hiện ở nhiều nơi trong nhiều dạng khác nhau. Chẳng hạn như Phật A Di Đà (Amitabha).
- Như là sự phát triển của các tư tưởng có sẵn trong Phật giáo, Mahayana cho rằng Phật hiện hữu 3 ứng thân: hóa thân, pháp thân và báo thân.
- Triết học về tính không (shunyata) của vạn vật.
- Các kinh điển chính bao gồm: Kinh Diệu Pháp Liên Hoa (Saddharma Pundarika Sutra), Kinh Kim Cang (Vajara Sutra), Kinh Bát Nhã (Prajnà), Kinh Đại Bát Niết Bàn (Mahàparinirvàna-sùtra), Kinh Lăng Nghiêm (Suramgama-sùtra), Kinh Viên Giác, Bát Nhã Ba La Mật Đa Tâm Kinh (Mahàprajnàpàramità-hridaya-sùtra), Kinh Duy Ma Cật (Vimalakirti Sutra), Kinh A Di Đà (Amitabha Sutra), v.v...

Sự hình thành tư tưởng Đại thừa là một thể hiện của đặc tính mềm dẻo sáng tạo trong đạo Phật của các vị đạo sư để giúp cho tư tưởng Phật giáo được phổ biến một cách thích hợp hơn với thời đại. Chính vì các ưu điểm của mình mà Mahayana tồn tại và có số người tu học cao nhất.
Bên trong Đại thừa, lại có các trường phái khác như là Madhymaka, Yogacara.

### Vajrayana
Vajrayana còn có tên gọi là Tantra, Mật tông, Kim cương thừa. Khác với các bộ phái khác, Mật tông thường có khuynh hướng giữ bí mật các thông tin nên khó xác định được chính xác thời điểm ra đời của tông này. Nó xuất hiện vào khoảng thế kỉ thứ 6, hay chắc chắn hơn là thế kỉ thứ 7 ở Ấn Độ. Phái này chia sẻ chung nhiều tư tưởng với Đại thừa nhưng có nhấn mạnh trong việc thực hành.
Mật tông đã được phổ biến về hướng Bắc Ấn Độ để sang Tây Tạng, Trung Hoa và Nhật Bản và về hướng Nam để qua Tích Lan, Miến Điện, Nam Dương, Cao Miên, Lào… hình thành hai nhánh Mật giáo chính: Mật tông Nam Tông và Mật tông Bắc Tông.
Các truyền giảng được tập trung vào nhiều phương pháp tu học thực nghiệm mãnh liệt để đẩy nhanh việc thăng tiến và có thể ngay trong cuộc sống hiện tại sẽ đạt được giác ngộ các thực nghiệm này thường được gọi là phương tiện. Trong Mật tông, việc tu tập không thể tự tiến hành theo sách vở mà phải có một đạo sư đã giác ngộ gọi là "guru" để chỉ dẫn thực hành. (Chữ guru này nay đã trở thành phổ biến trong Anh ngữ và có nghĩa là người thấu triệt toàn bộ một việc gì đó).
Mật tông có rất nhiều phương tiện trong đó bao gồm cả những kỹ thuật được nhiều người biết đến là

Mandala - Một nghệ thuật đặc thù của Phật giáo Tây Tạng

- Mandala: Mật tông cho rằng có sự tương đương giữa bản thể người và vũ trụ. Đó là hệ thống đại vũ trụ (macrocosm) và hệ thống tiểu vũ trụ (microcosm). Về hình thức thì mandala là các đồ hình nghệ thuật bao gồm các hoa văn tròn hay vuông đồng tâm được làm hoàn toàn bằng tay với cát màu do nhiều người họp lại và tiến hành trong vài ngày. Về ý nghĩa thì các vòng hoa văn là các hành trình tinh thần và sự quan sát hoàn tất các hành trình làm thức tỉnh các năng lực tinh thần đang bị chôn sâu trong tàng thức của hành giả. Mandala được xem là nghệ thuật độc đáo của Phật giáo.
- Mantra: Đây là các chú (hay thần chú). Nội dung trong các chú được viết nguyên gốc tiếng Phạn (Sanskrit) được tin là có chứa đầy đặc các ý nghĩa thâm sâu và năng lực huyền diệu. Chúng có thể được đọc, minh họa hình, hay viết ra. Thần chú nổi tiếng nhất là "Om Mani Padme Hum". Theo Mật tông, mantra sẽ hiệu nghiệm nếu như hành giả theo đúng các quy luật của nó.
- Mudra: Là các thủ ấn (hay nôm na là "bắt ấn"). Thủ ấn được coi là một biểu tượng cho phật hay bồ tát. Số lượng thủ ấn là không đếm được vì nó ứng với số lượng phật hay bồ tát. Thủ ấn không chỉ là biểu tượng mà còn có khả năng phát huy năng lực tinh thần. Tuy nhiên, muốn tiến hành một thủ ấn thì phải đồng bộ quá trình này với tâm. Chính xác phải bổ sung thêm "thân ấn" và "túc ấn" như vậy mới đầy đủ nghi quỹ khi thực hành Pháp của tất cả các dòng truyền thừa Mật tông.
- Các pháp môn hành trì khác ít được biết đến hơn là Chân ngôn, Thần thể, Đại thủ ấn, Ngũ Trí Như Lai, Kim cương chử và Kiền trùy.

Khối lượng kinh điển Mật tông rất khổng lồ chưa được biết hết. Trong đó cần kể đến Đại Nhật, Kim Cang Đảnh, Tô tất địa, Du ký, Yếu lược niệm tụng,...
Nếu như Đại thừa có nhiều tính chất thiên về triết lý, tư duy thì Mật tông đi xa hơn về mặt thực nghiệm và cũng thể hiện sự thích ứng linh hoạt của Phật giáo. Vì Đại thừa phát triển mạnh về hướng Bắc, nên Mật tông Bắc Tông nặng về kinh điển, triết lý nhưng thiếu đi tính thực nghiệm. Còn Mật tông Nam Tông thì nặng về thực nghiệm mà lại thiếu đi triết lý, kinh điển.

### Tịnh Độ tông

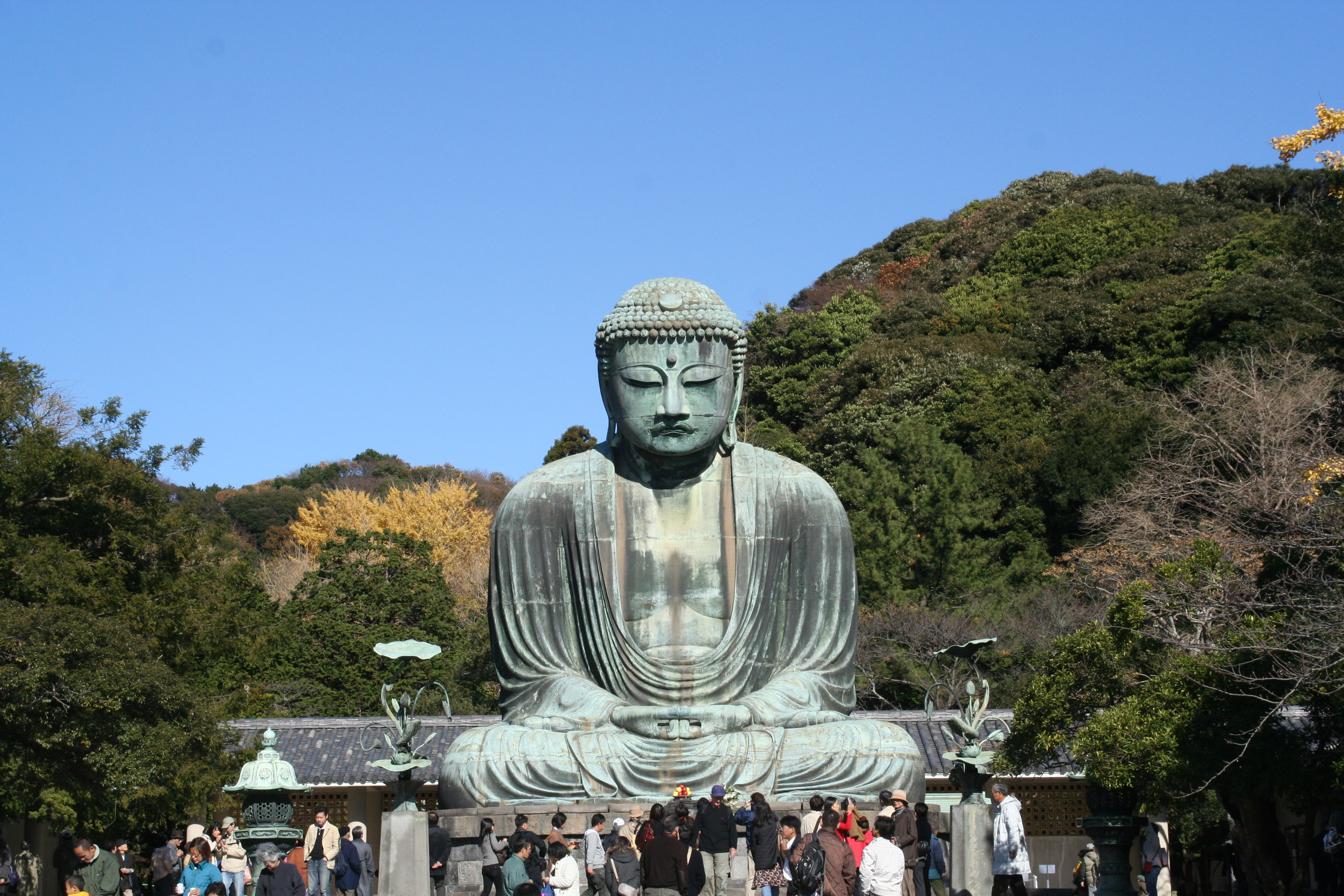
Pho tượng Phật A Di Đà khổng lồ ở Kamakura thuộc tỉnh Kanagawa, Nhật Bản.

Tịnh Độ Tông (Pure Land) xuất hiện vào giữa thế kỉ thứ 4 từ sự truyền bá của sư Huệ Viễn (Hui-yuan). Tư tưởng về Tịnh Độ thì có sẵn trong Phật giáo Ấn Độ nhưng tới khi sang Trung Hoa thì nó phát triển thành một tông phái. Tịnh Độ tông cũng được xem là một nhánh của Đại thừa song tông này không có sự truyền thừa như các tông phái khác mà chỉ do sự đóng góp công sức để phát huy giáo lý Tịnh Độ.
Kinh điển phái này phần chính là các kinh Vô Lượng Thọ, Quán Vô Lượng Thọ, kinh A Di Đà, cộng với luận Vãng sinh Tịnh độ. Theo sự tích thì Phật A Di Đà đã có phát nguyện cứu độ tất cả chúng sinh nào muốn vãn sinh cõi Cực Lạc. Nguyên lý của tông phái dựa vào nguyện lực (tha lực) của Phật A Di Đà và sự nhất tâm niệm danh hiệu Phật. Phương pháp tu học có 3 nguyên tắc
- Tín: Phải có niềm tin tuyệt đối rằng Phật Di Đà và Cực Lạc quốc tồn tại.
- Nguyện: Các biểu hiện về tâm, khẩu và ý phải hướng về cõi Tịnh độ và làm suy giảm các nghiệp khác bằng cách dẹp bỏ các ham muốn về vật chất, tình cảm, tư tưởng trong đời sống.
- Hành: Tập trung, tích cực và chủ động tâm khẩu ý một cách liên tục để có thể đạt trạng thái Định và giải thoát.

Hình thức tu học phổ biến là: Niệm danh hiệu Phật A Di Đà, tập trung nhìn tượng Phật và quán các tướng tốt của Phật, quán tưởng đến hình ảnh Phật, hay là tập niệm Phật cho đến khi đạt tới mức vô niệm.
Đây là một trong các tông phái tương đối dễ tu học nên ở Đông và Nam Á có rất nhiều Phật tử trong vùng theo tông này, nhất là các người lớn tuổi.

### Thiền tông
Thiền tông (Dhyana) còn có các tên khác là ZEN, ch'an, tên cũ là Thiền na. Thiền là một phương tiện căn bản đã được đạo Phật sử dụng ngay từ khởi thủy, nhưng cho đến khi thiền sư sơ tổ của môn phái thiền Trung Hoa là Bồ Đề Đạt Ma (Bodhidharma) du hành sang Trung Hoa (năm 520) và truyền lại thì Thiền tông bắt đầu trở thành một tông phái riêng biệt. Đến đời thứ 6, sư Huệ Năng (Hui-neng) đã đưa Thiền tông dần dà phát triển và nó đã thịnh hành hơn tất cả các tông phái Phật giáo khác ở Trung Hoa. Huệ Năng cũng là người đã hủy bỏ thông tục truyền thừa, nghĩa là không có sư tổ đời thứ 7 của Thiền Tông, thay vào đó là hàng loạt các thiền sư có khả năng mở thành các phái thiền khác dựa theo sự phân biệt về cung cách luyện tập và cách để đưa thiền giả đến chỗ chứng ngộ chân lý. Ngày nay, Thiền tông là một trong những pháp môn được tu tập nhiều nhất ở các nước phương Tây. Theo nhiều nhà phân tích thì Thiền tông là một phân nhánh của Mahayana.
- Vài đặc điểm của Thiền tông:
  - Thiền giả sẽ rèn luyện sự tập trung tư tưởng mãnh liệt không để cho phân tán bằng cách áp dụng các cách thức thích hợp (định).
  - Một khi tâm ý đã đạt được trạng thái định thì tùy theo căn cơ, thiền giả có thể mở tung được sự trói buộc của tâm lý và đạt được trí huệ hay ngộ (satory) thường dưới sự hướng dẫn của một thiền sư.
  - Khác với các tông phái khác, Thiền tông đòi hỏi thiền giả phải thực nghiệm với nỗ lực của chính bản thân để chứng và không cần tới lý thuyết hay văn tự (bất lập văn tự).
  - Trong thiền thì các kinh nghiệm, các lề lối tư duy logic truyền thống, các chấp trước, các định kiến đều bị phá đổ để giúp hiển lộ sự sáng suốt nội tại sẵn có (Phật tính của vạn vật - Buddha nature).
  - Đặc biệt theo quan điểm của Thiền tông, hành giả có thể trực tiếp chứng ngộ chân lý trong đời sống hiện tại gọi là "đốn ngộ".
  - Thiền không có nghĩa là phải ngồi thiền (hay tọa thiền) mà có thể dùng các hình thức để tập trung tâm ý khác. Huệ Năng có nói: "Thiền là tâm tọa" (chứ không phải thân tọa). Đây cũng là một đặc điểm rất uyển chuyển đã biến Thiền tông thành nhiều dạng nghệ thuật khác như trà thiền (hay trà đạo), vườn thiền và tranh vẽ thiền (hay hoạ thiền).

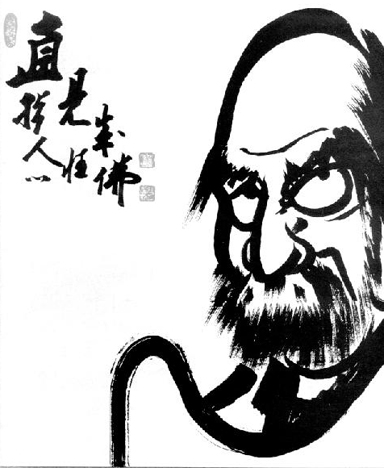
Tranh Thiền: Bồ Đề Đạt Ma của Hakuin Ekaku (1689-1796) tông Lâm Tế (Rinzai)

- Các hình thức luyện tập chính của Thiền tông là:
  - Mặc chiếu là phương pháp trong đó thiền giả buông bỏ hết mọi tìm kiếm, mọi ràng buộc gắn bó, mọi mong đợi; buông bỏ tất cả mọi bận rộn về trí não, mọi niệm phân biệt. Tỉnh thức lặng lẽ, chấp nhận tất cả mọi chuyện một cách đầy đủ. Không mong đợi bất cứ gì, cũng không trụ tâm vào điều gì.
  - Tham vấn thoại đầu hay công án (koan) Thoại đầu (những câu nói ngắn) hay công án (các mẫu đối thoại nhỏ) được thiền giả dùng để đặt hết tâm trí vào đó nhằm tìm ra chiết khúc bên trong. Những câu đối đáp hay câu hỏi thường không có một luật logic nào hết nhằm phá bỏ các chấp trước nảy sinh trong dòng suy tư của thiền giả. Khi giải quyết được thoại đầu hay công án này thì thiền sinh có thể giác ngộ. Thường chỉ khi nào thiền sinh đã đạt đến mức giữ được tâm ý không động loạn thì mới dùng đến phương tiện này.
  - Ngoài ra, trong Thiền tông không có một chừng mực hay phương pháp tuyệt đối nào. Thiền sư có thể dùng các phương pháp rất khó hiểu và kì lạ như là đánh, hét, ra dấu, mời ăn cơm, uống nước trà hay lặng thinh để kích hoạt cho việc đốn ngộ của những thiền sinh đạt được mức độ chín mùi.
- Các kinh văn:

Hầu hết các kinh văn Phật giáo đều có thể được dùng trong Thiền tông để lý giải hay giáo huấn, đặc biệt là các loại kinh điển Đại thừa. Những bộ kinh được xem là rất quan trọng bao gồm kinh Kim Cang, kinh Lăng Già, kinh Lăng Nghiêm... Ngoài ra, Thiền tông còn lưu truyền các bản kinh, luận riêng của tông phái như là kinh Pháp Bảo Đàn (của Huệ Năng), và luận Tín Tâm Minh (của Tăng Xán - Seng-t'san).
- Nghệ thuật liên quan tới thiền
  - Tranh thiền tông, đây là một loại tranh vẽ khó thực hiện vì đòi hỏi người vẽ có sức tập trung cao. Vì được vẽ trên loại giấy rất mỏng dễ rách nên nét vẽ không thể dừng lâu ở một chỗ và cũng không thể bôi sửa vì sẽ làm rách giấy. Mỗi một nét vẽ cần có sự định thần và nét đi cọ phải dứt khoát đều đặn mới có thể thành công trong một bức họa. Đây là một phương pháp để các thiền sinh hay thiền sư thể nghiệm sức định của tâm trí. Liên quan đến nghệ thuật này thì nổi tiếng nhất là loại tranh "Thập Mục Ngưu Đồ" miêu tả 10 giai đoạn tu tập.
  - Trà đạo, nghệ thuật dùng trà thiền có nguồn gốc từ Trung Hoa nhưng đến khi truyền sang Nhật từ các sư Eisai và sư Senno Rikyu (1522-1591) thì nó mới thực sự trở thành một nghệ thuật gắn liền với đời sống thiền hay của nhiều người thích thưởng thức.

## Sự phân chia theo trường phái triết học
Vì các giáo lý Phật giáo đều tùy theo tâm cảnh của người tu học mà có những sự khác biệt nên không thể xét Phật giáo như là một loại triết học như định nghĩa triết học kiểu Tây phương. Tuy nhiên, khi tiếp cận với cách thức giải thích giáo lý Phật giáo của các bộ phái, nhiều nhà phân tích vẫn muốn chia Phật giáo thành nhiều trường phái triết lý. Theo đó, 4 trường phái chính là:

### Sarvāstivādin (Nhất thiết hữu bộ)
Trường phái này ra đời khoảng thế kỷ thứ 3 TCN và đã phát triển ở Tây Bắc Ấn trong thời kỳ kết tập kinh điển lần thứ IV. Sau đó trở nên vững mạnh trong cả vùng Bắc và Tây Bắc xứ Ấn trong khoảng một ngàn năm sau. Nó mở ra tới Kashmir, Trung Á và cả Trung Hoa. Abhidharmakośa (Đại Tỳ Bà Sa luận) của đạo sư Thế Thân là tác phẩm quan trọng nhất của phái này. Trường phái này nhấn mạnh lời dạy của Phật rằng "bản chất đạo đức của các hành vi sẽ quyết định những kinh nghiệm tương lai của người làm các hành vi ấy" (theo Andrew Skilton). Phái này cho rằng các yếu tố không thể giản lược của hiện hữu (dharmas) cũng thể hiện trong quá khứ và tương lai. Do đó, những dharmas đã tạo nên hành vi trong quá khứ có thể tạo được ảnh hưởng ở một thời điểm sau đó. Sarvāstivādin căn cứ trên tiền đề duyên khởi (Pratityasamutpàda) là: bởi có cái này nên có cái kia để giải thích về các nhận thức tri thức. Vì phải có đối tượng (cảm nhận hay nhận thức) mới có tri thức nên nếu thừa nhận hoạt động của tri thức thì cần chấp nhận sự tồn tại của đối tượng. Xa hơn, phái này còn chỉ ra rằng mọi ảo giác không thực đều phải dựa trên các chi tiết thực mà nhận thức đã có trước đó và do đó công nhận sự thực hữu của mọi cảm nhận (kể cả giấc mộng). Học thuyết này còn tách biệt Phật bảo với Pháp bảo và cho rằng Phật bảo là tập họp của những dharmas làm nên Phật các hiểu biết và các cảm-hoạt (hay uẩn bao gồm sắc, thọ, tưởng, hành, thức - scandhas) của Phật. Phái này đã đặt ra nhiều nền móng tư tưởng cho Đại thừa sau này.

### Sautrāntika (Kinh lượng bộ)
Tông phái này ra đời vào khoảng năm 50 TCN cho đến cuối thế kỷ thứ 1. Phái này bác bỏ quan điểm dharmas của Sarvāstivādin và cho rằng mọi dharmas chỉ hiện hữu tức thời. Để giải thích các vấn đề về nghiệp (karma), trường phái này đưa ra tư tưởng về các bījas, hay hạt giống. Hạt giống được trồng bởi những hành vi với đặc tính đạo đức nhất định, sau này mới đâm chồi, và khi điều kiện cho phép sẽ cho quả phù hợp với hành vi tạo tác. Đối với phái này thì giáo lý của tạng Kinh thường tồn sẽ tạo thành hạt giống trong tâm thức để khi có dịp sẽ phát huy tính năng (Tên Kinh Lượng cũng do việc đề cao vai trò của tạng Kinh mà có). Một hệ quả của lập luận này là ngoài tâm có pháp. Một cách diễn dịch dễ hiểu hơn là chân lý nằm bên ngoài tâm thức. Họ cũng thừa nhận về lý duyên khởi (vì có cái này nên có cái kia) nhưng cho rằng tính không được thể hiện trong mọi tình huống của nhận thức.

### Yogācārin (Duy Thức Tông)
Phái Duy thức ra đời vào khoảng đầu thế kỉ thứ 4 do đạo sư Vô trước (Asaṅga) (khoảng 310-390) sáng lập. Trường phái này nhấn mạnh rằng "vạn pháp duy tâm" (nghĩa là mọi vật đều do tâm). Từ kinh nghiệm thiền định, thuyết này chỉ ra sự sai lầm của nhận thức về các đối tượng đối với sự hiện hữu thực sự của chúng. Điều mà trường phái muốn nói không phải là mọi sự đều được làm thành bởi cái tâm, nhưng muốn nói rằng toàn thể kinh nghiệm đều lệ thuộc vào hay nhờ vào tâm của chúng ta. Mọi sự vật mà chúng ta biết, mọi yếu tố của nhận thức của chúng ta, cơ bản đều là một thành phần của một quy trình của tâm. Trường phái này cho rằng tâm thực sự hiện hữu (khác với Trung quán). Như vậy, tâm thì trống rỗng theo nghĩa là tâm không có phân biệt chủ thể và khách thể.

### Mādhyamika (Trung Quán Tông)
Phái này do đạo sư Long Thọ (150-250) (Nāgārjuna, నాగార్జునా) sáng lập. Phái Trung quán tập trung vào chủ đề tính không. Đây là thuộc tính của vạn vật. Vạn vật chỉ do nhân duyên sinh ra, cho nên những sự vật hiện thấy có là không thực sự tồn tại. Phái này có tên là Trung quán là vì nó chỉ ra con đường ở giữa chủ nghĩa hằng cửu (mọi vật tồn tại vĩnh viễn) và chủ nghĩa hư vô (không có gì tồn tại). Chủ thuyết này nhìn nhận sự hiện hữu thông thường của các đối tượng xuất hiện trong dòng chảy liên tục của các nhân duyên. Không vật gì có thể tồn tại một cách độc lập với mọi điều kiện bên ngoài (tính hỗ tương tồn tại). Đồng thời, có sự liên hệ phụ thuộc giữa thành phần và toàn thể trong mỗi sự vật. Thêm vào đó, do tính chất vô thường trên từng khoảnh khắc, không vật gì có thể hiện hữu tuyệt đối kể cả tâm và thế giới vật lý bởi vì chúng thiếu vắng đối tượng thực sự của sự hiện hữu. Như vậy tính không ở đây so với trường phái Duy Thức, đã được nới rộng áp dụng lên vạn vật.